# St. Matthäus (Altena)

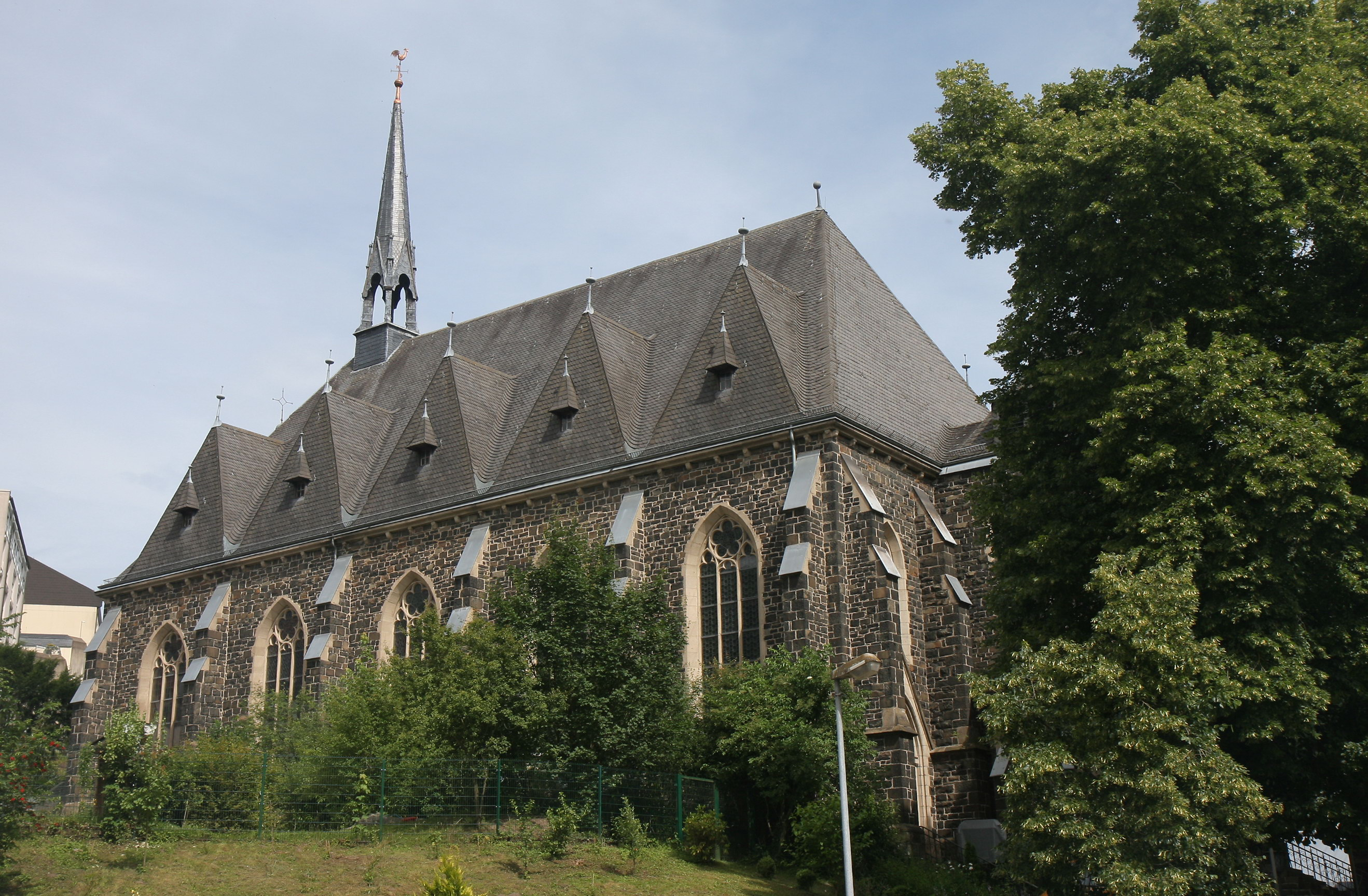
Pfarrkirche St. Matthäus

Die römisch-katholische Pfarrkirche St. Matthäus ist ein denkmalgeschütztes Kirchengebäude in Altena, einer Stadt im Märkischen Kreis (Nordrhein-Westfalen). Kirche und Gemeinde gehören zum Kreisdekanat Altena-Lüdenscheid im Bistum Essen.

## Geschichte und Architektur
Die Vorgängerkirche wurde am 28. Oktober 1847 durch Bischof Franz Drepper aus Paderborn konsekriert. Da sie in die Neubauplanung nicht einbezogen werden konnte, wurde sie abgebrochen.
Auf dem Grundstein im Chor ist zu lesen: Hic lapis primarius positus est a parocho J. Cramer die 29. Juni 1896 (Dieser Grundstein wurde von Pfarrer J. Cramer gelegt am 28. Juni 1896). Die gedrungene, neugotische Hallenkirche von fünf Jochen schließt mit einem 5/8-Chor. Sie wurde von 1895 bis 1899 unter der Bauleitung von Johannes Franziskus Klomp errichtet. Gemauert wurde sie in Bruchstein aus Grauwacke mit Zierformen aus Tuffstein. Dem Gebäude ist ein Dachreiter aufgesetzt, an der Westseite steht ein Turmstumpf. Die Seitenschiffjoche sind mit abgewalmten Querdächern gedeckt. Der weite Innenraum ist durch einen Materialwechsel von Putz und Klinkern gegliedert. Die bauzeitlichen Glasmalereien der Chorfenster stammen aus der Düsseldorfer Werkstatt Gassen und Blaschke; die ca. 1945 geschaffenen Entwürfe für die Scheiben der „Kriegerkapelle“ von Marius de Leeuw, ausgeführt wohl in der Firma Wilhelm Derix; die Verglasung der Langhaus-Fenster wurde von ca. 1954 bis nach 1957 von Walter Klocke, Gelsenkirchen, entworfen. Der Baugrund aus ausgeschwemmtem Sand bereitete Schwierigkeiten, die Pfeiler mussten acht Meter unter dem Boden des Gebäudes fundamentiert werden. Die Kirche wurde am 29. September 1899 durch Weihbischof Augustin Gockel konsekriert.

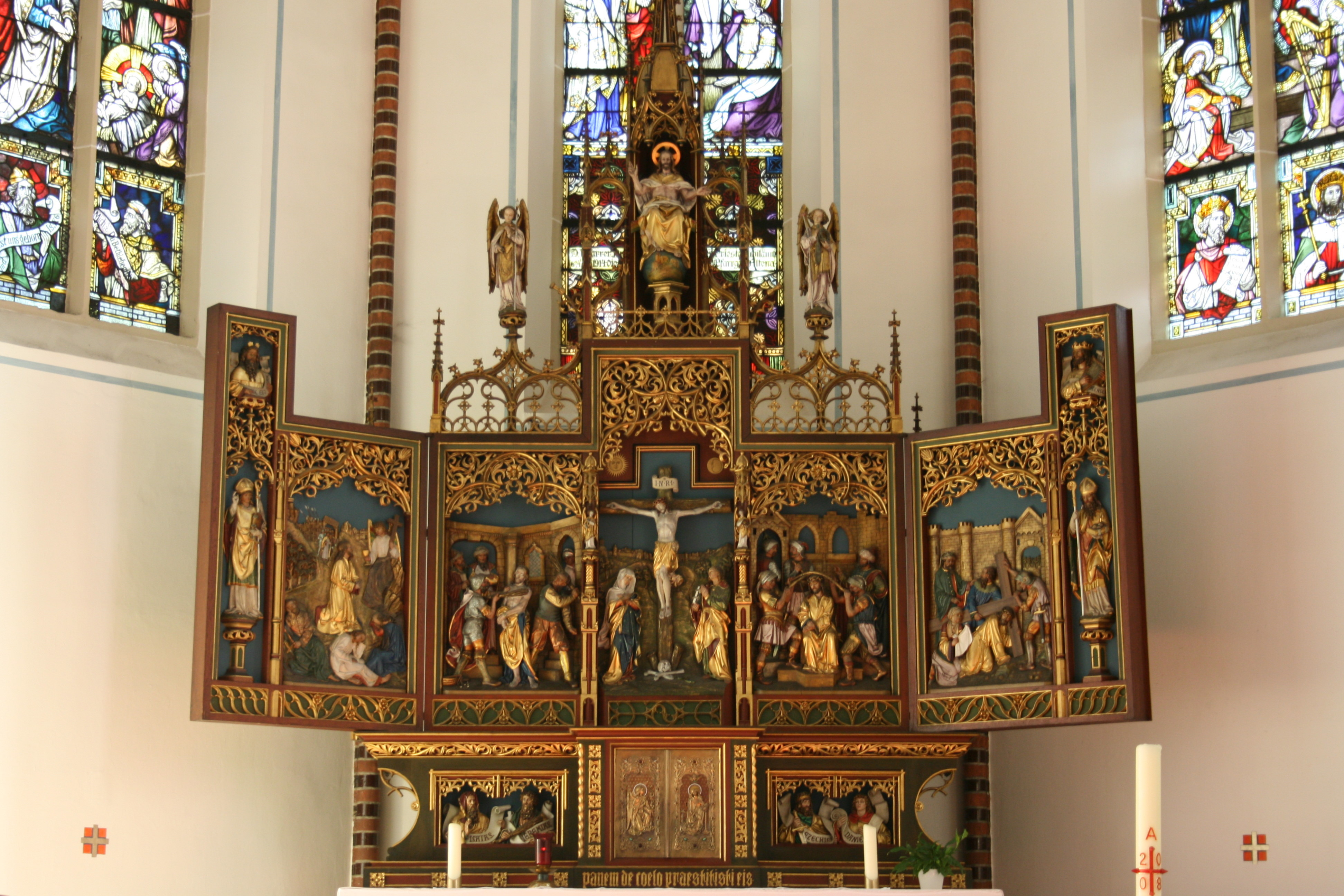
Hauptaltar

## Ausstattung
- Die Schnitzaltäre haben reiche Fialenaufbauten.
- Der Hauptaltar zeigt die Passion Christi.
- Matthäusaltar
- Der Marienaltar von 1849 stammt aus einer Vorgängerkirche. Das Tafelbild wurde von Karl Müller gemalt[2]

### Orgel
Die erste Orgel wurde 1924–1926 von der Orgelbaufirma Eggerth / Anton Feith (Paderborn) erbaut. 1996 wurde ein neues Instrument von der Orgelbaufirma Gebr. Link (Giengen) erbaut, unter Wiederverwendung von Pfeifenmaterial der ersten Orgel, die zwischenzeitlich elektrifiziert und erweitert worden war. Das Schleifladen-Instrument hat 27 Register auf zwei Manualen und Pedal. Die Spieltrakturen sind mechanisch, die Registertrakturen sind elektrisch.

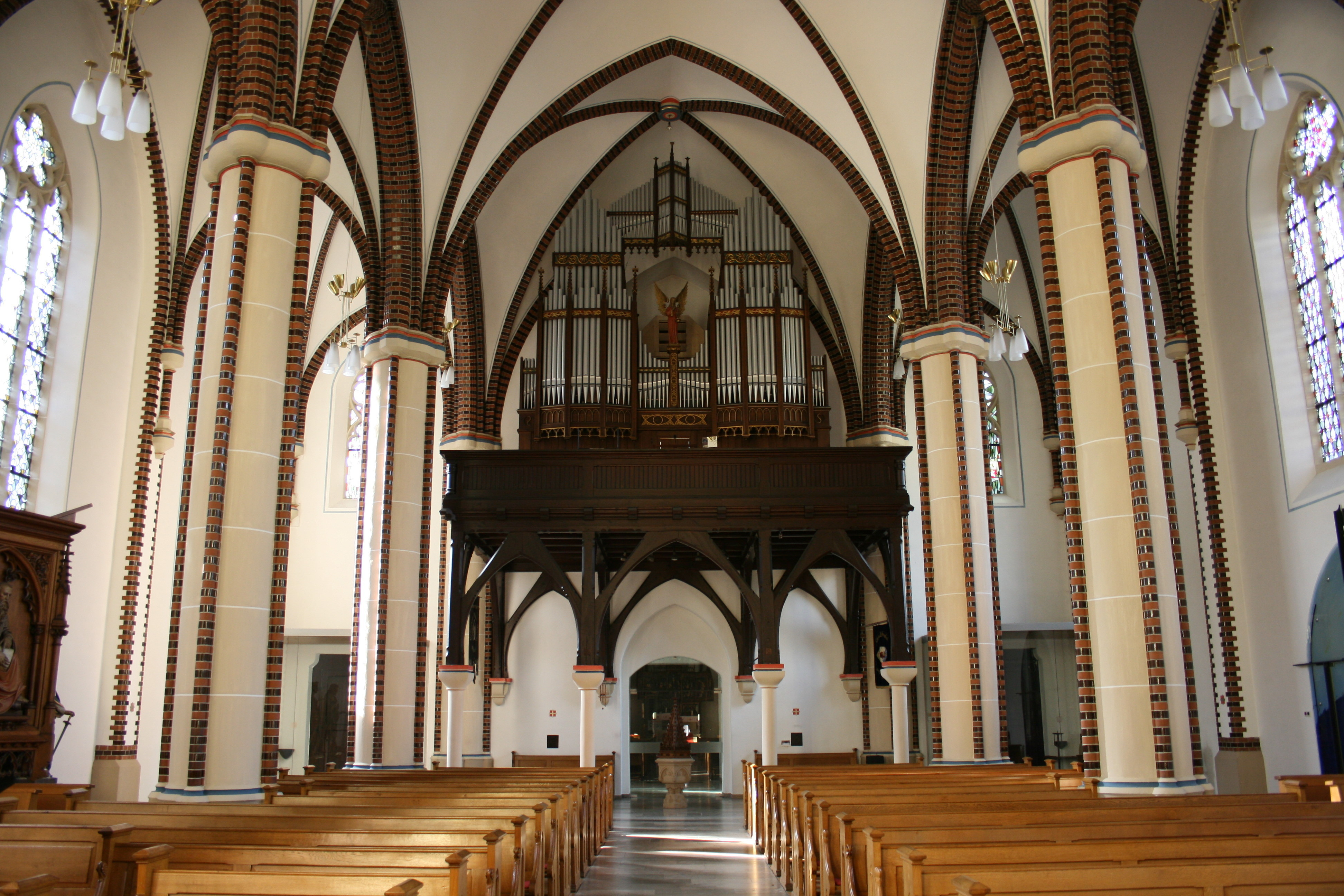
Blick auf die Orgel

| I Hauptwerk C–a3 |            |        |   |
| 01.              | Bourdon    | 16′    | H |
| 02.              | Prinzipal  | 08′    |   |
| 03.              | Gedackt    | 08′    | H |
| 04.              | Oktav      | 04′    |   |
| 05.              | Rohrflöte  | 04′    |   |
| 06.              | Quint      | 02 ⁄3′ |   |
| 07.              | Superoctav | 02′    |   |
| 08.              | Mixtur IV  | 01 ⁄3′ |   |
| 09.              | Cornett V  | 08′    |   |
| 10.              | Trompete   | 08′    |   |

| II Schwellwerk C–a3 |                 |         |   |
| 11.                 | Bourdon         | 08′     | H |
| 12.                 | Salicional      | 08′     |   |
| 13.                 | Vox coelestis   | 08′     |   |
| 14.                 | Paestant        | 04′     |   |
| 15.                 | Flöt            | 04′     | H |
| 16.                 | Nazard          | 02 ⁄3′  |   |
| 17.                 | Flageolet       | 02′     |   |
| 18.                 | Terz            | 01 3⁄5′ |   |
| 19.                 | Larigot         | 01 ⁄3′  |   |
| 20.                 | Basson-Hautbois | 08′     |   |

| Pedalwerk C–f1 |                   |     |   |
| 21.            | Subbass           | 16′ | H |
| 22.            | Bourdon (= Nr. 1) | 16′ | H |
| 23.            | Octavbass         | 08′ |   |
| 24.            | Gedacktbass       | 08′ | H |
| 25.            | Choralbass        | 08′ | H |
| 26.            | Posaune           | 16′ |   |
| 27.            | Trompete          | 08′ |   |

- Koppeln: II/I, I/P, II/P

H = Historisches Register

### Glocken
Im Dachbereich des westlichen Turmstumpfes hängt seit 1949 ein vierstimmiges Bronzegeläut, gegossen von Petit & Gebr. Edelbrock, Gescher:
| Nr. | Durchmesser | Gewicht ca. | Schlagton |
| --- | ----------- | ----------- | --------- |
| 1   | 1320 mm0    | 1606 kg0    | dis′      |
| 2   | 1100 mm0    | 903 kg      | fis′      |
| 3   | 980 mm      | 618 kg      | gis′      |
| 4   | 360 mm      | 032 kg      | cis′′′    |

## Pfarrei
Die Pfarrei Sankt Matthäus in Altena ist die erste Pfarrei des Bistums Essen, die seit April 2021 mit Sandra Schnell von einer Frau geleitet wird.